# Europawahl in Italien 2009
Die Europawahl in Italien 2009 fand am 6. und 7. Juni 2009 statt. Sie war Teil der EU-weiten Europawahl 2009, wobei in Italien 72 der 736 Sitze im Europäischen Parlament vergeben wurden. Die Wahl dauerte in Italien, wie bereits die Europawahl 2004, zwei Tage lang. Die Wahllokale waren am 6. Juni zwischen 15 und 22 Uhr und am 7. Juni zwischen 7 und 22 Uhr geöffnet. Nachdem der Vertrag von Lissabon in Kraft getreten war, rückte ein weiterer italienischer Abgeordneter in das Parlament nach.

## Wahlsystem

Die fünf Wahlkreise Italiens

Die Wahl erfolgte nach dem Verhältniswahlrecht, wobei erstmals eine Sperrklausel von landesweit 4 Prozent galt, durch die der starken Zersplitterung der italienischen Parteienlandschaft Rechnung getragen werden sollte.
Das Land ist in folgenden fünf Wahldistrikte aufgeteilt: Italia nord-occidentale (Nordwestitalien: Piemont, Aostatal, Ligurien, Lombardei), Italia nord-orientale (Nordostitalien: Venetien, Trentino-Südtirol, Friaul-Julisch Venezien, Emilia-Romagna), Italia centrale (Mittelitalien: Toskana, Umbrien, Marken, Latium), Italia meridionale (Süditalien: Abruzzen, Molise, Kampanien, Apulien, Basilikata, Kalabrien) und Italia insulare (Inseln: Sizilien, Sardinien). Artikel 2 des „Gesetzes zur Wahl der Abgeordneten im Europäischen Parlament“ in Verbindung mit dem „Dekret vom 1. April 2009“ gibt für diese Wahldistrikte eine feste Anzahl an Sitzen vor. Aufgrund der zweistufigen Sitzzuteilung nach Artikel 21 und 22 werden diese Zahlen allerdings nicht eingehalten. In einem ersten Schritt, der sogenannten Oberzuteilung, werden die landesweiten Parteistimmen zusammengezählt. Mit Hilfe des Hare/Niemeyer-Verfahrens mit abgerundeter Hare-Quote
{\displaystyle \left\lfloor {\frac {\text{Gesamtstimmenzahl}}{\text{Gesamtsitzzahl}}}\right\rfloor },
wird die Gesamtzahl der auf eine Landesliste entfallender Sitze bestimmt. In den sogenannten Unterzuteilungen für jede Partei werden die einer Partei zustehenden Sitze nach demselben Verfahren an die Wahlkreise zugeteilt. Demnach hängt die Anzahl an Sitzen in den Distrikten von der Anzahl der gültigen Stimmen in den jeweiligen Distrikten ab.
| Wahlkreis          | tatsächliche Sitzanzahl | Vorgeschriebene Sitzanzahl |
| ------------------ | ----------------------- | -------------------------- |
| Nord-Occidentale   | 21                      | 19                         |
| Nord-Orientale     | 15                      | 13                         |
| Italia Centrale    | 15                      | 14                         |
| Italia Meridionale | 15                      | 18                         |
| Italia Insulare    | 6                       | 8                          |

Nach Artikel 12 des italienischen Wahlgesetzes zur Europawahl können sich Minderheitsparteien einer landesweit antretenden Partei anschließen. Bei der Wahl 2009 hat sich die Südtiroler Volkspartei (SVP) der Partito Democratico, die Partei Vallee d'Aoste der Il Popolo della Libertà angeschlossen und die Autonomie liberté et démocratie der Italia dei Valori angeschlossen. Ferner ist nach Artikel 22  einer Minderheitspartei ein Sitz garantiert, insofern ihr stärkster Kandidat mindestens 50.000 Stimmen auf sich vereinigen kann. Bei der Wahl 2009 gelang dies Herbert Dorfmann (SVP) mit 84.361 Stimmen.

## Ausgangslage
Bei der Europawahl 2004 wurden in Italien 78 Parlamentarier gewählt. Seitdem hat sich die italienische Parteienlandschaft allerdings tiefgreifend verändert: Sowohl auf der linken wie auf der rechten Seite des politischen Spektrums kam es zu Neugründungen und Parteienfusionierungen.
Die 78 bisherigen Abgeordneten verteilten sich folgendermaßen:
- L’Ulivo 31,08 %, 24 Sitze – davon 12 Abgeordnete der Linksdemokraten (Fraktion: SPE), 7 von La Margherita (ALDE), 2 der Socialisti Democratici Italiani (SPE), 1 des Movimento Repubblicani Europei (ALDE), 1 der Südtiroler Volkspartei (EVP-ED) sowie 2 parteilose Abgeordnete (SPE)
- Forza Italia 20,93 %, 16 Sitze (EVP-ED)
- Alleanza Nazionale 11,49 %, 9 Sitze (UEN)
- Rifondazione Comunista 6,06 %, 5 Sitze (GUE-NGL)
- Unione dei Democratici Cristiani e di Centro 5,89 %, 5 Sitze (EVP-ED)
- Lega Nord 4,96 %, 4 Sitze (Ind/Dem, später UEN)
- Federazione dei Verdi 2,47 %, 2 Sitze (Grüne-EFA)
- Partito dei Comunisti Italiani, 2,42 %, 2 Sitze (GUE-NGL)
- Radicali Italiani, 2,25 %, 2 Sitze (ALDE)
- Italia dei Valori, 2,14 %, 2 Sitze (ALDE, SPE)
- Nuovo PSI, 2,04 %, 2 Sitze (EVP-ED)
- Popolari UDEUR, 1,29 %, 1 Sitz (EVP-ED)
- Alternativa Sociale, 1,23 %, 1 Sitz (fraktionslos)
- Partito Pensionati, 1,15 %,1 Sitz (EVP-ED)
- Fiamma Tricolore, 0,73 %, 1 Sitz (fraktionslos, 2007 vorübergehend ITS)

Seitdem haben sich folgende Veränderungen ergeben:
- Die Parteien, die 2004 im Wahlbündnis Ulivo angetreten waren (mit Ausnahme der Südtiroler Volkspartei), haben sich zur neu gegründeten Partito Democratico (PD) zusammengeschlossen. Allerdings hat sich daraus später wieder die Sinistra Democratica (3 Abgeordnete der SPE-Fraktion) abgespalten. Die Abgeordneten der PD verblieben in ihren jeweiligen Fraktionen, denen sie vor der Vereinigung der Partei angehört hatten; ihre Zuordnung nach den Europawahlen 2009 ist noch offen.

- Forza Italia, Alleanza Nazionale und UDEUR haben sich mit einigen anderen Kleinparteien ohne Vertreter im Europaparlament zum neuen Popolo della Libertà (PdL) vereinigt.

- Die Unione dei Democratici Cristiani e Democratici di Centro umfasst nach mehreren Parteiaustritten nur noch zwei Europaabgeordnete und nennt sich nach der Vereinigung mit einigen anderen Kleinparteien nun Unione di Centro (UdC).

- Die beiden Abgeordneten der Nuovo Partito Socialista Italiano schlossen sich 2007 der SPE-Fraktion an und traten der neu gegründeten Partito Socialista bei. (Die alte NPSI schloss sich dagegen dem PdL an.)

## Wahlwerbende Parteien
Während die größeren Parteien mit eigenen Listen antraten, hatten sich mehrere der anderen Parteien zu Wahlbündnissen zusammengeschlossen, um ihre Aussichten auf die Überwindung der 4-Prozent-Hürde zu erhöhen.
Parteilisten haben:
- Popolo della Libertà (PdL), Mitglied der Europäischen Volkspartei (EVP)
- Partito Democratico (PD)
- Lega Nord (LN)
- Italia dei Valori (IdV), Mitglied der Europäischen Liberalen, Demokratischen und Reformpartei (ELDR)
- Unione di Centro (UdC), Mitglied der EVP
- Radicali Italiani (RI), Mitglied der ELDR

Als Wahlbündnisse traten an:
- Lista Anticapitalista (PRC-PdCI), umfasst die linksgerichteten Parteien Rifondazione Comunista (PRC, Mitglied der Europäischen Linken), Partito dei Comunisti Italiani (PdCI), Consumatori Uniti (CU) und Socialismo 2000
- Sinistra e Libertà (SL), umfasst die gemäßigt linksgerichteten Parteien Federazione dei Verdi (Verdi, Mitglied der Europäischen Grünen), Partito Socialista (PS, Mitglied der Sozialdemokratischen Partei Europas), Movimento per la Sinistra (MpS), Sinistra Democratica (SD) und Unire la Sinistra
- L'Autonomia (Aut.), umfasst die konservativen Parteien La Destra, Movimento per le Autonomie (MpA), Partito Pensionati (PP, Mitglied der Europäischen Demokraten) und Alleanza di Centro (AdC)

Außerdem traten eine Reihe weiterer kleinerer und regionalistischer Parteien an.

## Politisches Vorfeld der Wahl
Das Vorfeld der Europawahlen 2009 war in Italien vor allem von nationalen Themen, namentlich von mehreren Skandalen um Ministerpräsident Silvio Berlusconi geprägt. So unterstützte er bei der Aufstellung der PdL-Listenkandidaten Ende April 2008 mehrere gutaussehende junge Frauen ohne politische Erfahrung, ließ die meisten von ihnen jedoch wieder fallen, nachdem seine Ehefrau Veronica Lario ihn hierfür öffentlich kritisiert hatte. Berlusconi warf Lario daraufhin vor, von linken Medien manipuliert worden zu sein. Wenig später kündigte Lario öffentlich die Scheidung an, nachdem Berlusconi zu der Geburtstagsfeier des 18-jährigen Models Noemi Letizia erschienen war. Da es in der Öffentlichkeit zu unterschiedlichen Darstellungen über das Verhältnis zwischen Berlusconi und Letizia kam, forderte die italienische Opposition schließlich Ende Mai eine Parlamentsdebatte zu dem Thema. In den letzten Tagen vor der Wahl kam es außerdem zu einem Skandal aufgrund von Fotografien, die Berlusconi und andere Personen mit leicht bekleideten jungen Frauen im Garten des Premierministers zeigen. Berlusconi hatte deren Veröffentlichung in Italien gerichtlich verbieten lassen, kurz darauf wurden sie jedoch von der spanischen Zeitung El País im Internet publiziert und anschließend von der italienischen La Repubblica aufgegriffen. Berlusconi kritisierte daraufhin die Veröffentlichung, erklärte aber, der Inhalt der Fotografien sei „harmlos“.

## Umfragen
| Institut                | Datum      | Quelle | PdL  | PD   | LN   | IdV | UdC | PRC–PdCI | SL    | LD–MPA– PP–ADC | LBP   | Sonstige |
| ----------------------- | ---------- | ------ | ---- | ---- | ---- | --- | --- | -------- | ----- | -------------- | ----- | -------- |
| IPR                     | 27.02.2009 |        | 36,0 | 22,0 | 9,5  | 8,0 | 8,0 | 3,0      | 6,0   | 3,0            | 1,0   | 3,5      |
| Crespi                  | 06.03.2009 |        | 38,5 | 23,5 | 11,0 | 8,0 | 7,0 | 4,0      | 3,3   | 4,0            | 2,3   | 1,5      |
| Digis                   | 14.03.2009 |        | 39,7 | 24,0 | 11,0 | 8,5 | 6,0 | 3,8      | 2,5   | 2,5            | k. A. | 2,0      |
| Euromedia               | 14.03.2009 |        | 42,1 | 22,5 | 9,1  | 7,5 | 5,5 | 4,6      | 2,1   | k. A.          | k. A. | 6,6      |
| Digis                   | 21.03.2009 |        | 39,5 | 24,2 | 11,0 | 8,3 | 5,8 | 4,0      | 2,7   | 2,5            | k. A. | 2,0      |
| Euromedia               | 23.03.2009 |        | 43,1 | 22,4 | 10,7 | 7,3 | 5,0 | 4,9      | 2,3   | 2,1            | 1,3   | 0,8      |
| Digis                   | 28.03.2009 |        | 40,8 | 24,8 | 10,2 | 8,0 | 6,0 | 4,5      | 2,0   | 2,5            | n.p.  | 1,2      |
| Digis                   | 10.04.2009 |        | 40,5 | 25,0 | 10,3 | 7,8 | 6,0 | 4,5      | 2,0   | 2,7            | k. A. | 1,2      |
| Digis                   | 18.04.2009 |        | 40,0 | 25,0 | 10,5 | 7,7 | 5,8 | 4,6      | 2,2   | 2,9            | k. A. | 1,3      |
| Ipsos                   | 20.04.2009 |        | 39,5 | 26,2 | 9,7  | 9,2 | 5,6 | 3,3      | 3,0   | k. A.          | k. A. | 3,5      |
| Crespi                  | 20.04.2009 |        | 43,0 | 24,0 | 9,0  | 6,0 | 5,0 | 4,2      | 2,5   | 3,7            | 1,2   | 1,4      |
| Digis                   | 26.04.2009 |        | 39,8 | 25,3 | 10,6 | 8,2 | 5,8 | 4,1      | 2,1   | 2,8            | k. A. | 1,3      |
| Termometro pol.         | 26.04.2009 |        | 39,8 | 26,9 | 9,7  | 5,9 | 6,0 | 2,1      | 2,8   | 3,8            | k. A. | 3,0      |
| Demopolis               | 28.04.2009 |        | 41,0 | 26,0 | 9,5  | 7,5 | 6,5 | 2,5      | 3,0   | 3,0            | k. A. | 1,0      |
| Termometro pol.         | 29.04.2009 |        | 38,1 | 25,4 | 10,3 | 7,3 | 6,1 | 2,7      | 3,4   | 3,7            | k. A. | 3,0      |
| Crespi                  | 30/04.2009 |        | 41,5 | 25,0 | 10,0 | 7,0 | 5,7 | 2,8      | 2,2   | 3,8            | 1,0   | 1,0      |
| PoliticaLink            | 01.05.2009 |        | 39,2 | 26,8 | 10,0 | 7,5 | 6,0 | 3,5      | 2,7   | 3,2            | 1,0   | 3,1      |
| Digis                   | 02.05.2009 |        | 40,2 | 25,0 | 10,4 | 8,4 | 5,8 | 4,0      | 2,7   | 2,2            | k. A. | 1,2      |
| Termometro pol.         | 07.05.2009 |        | 37,4 | 26,9 | 9,8  | 7,7 | 5,6 | 2,7      | 3,1   | 3,5            | k. A. | 3,4      |
| PoliticaLink            | 07.05.2009 |        | 38,5 | 27,0 | 10,5 | 7,2 | 6,0 | 3,9      | 2,8   | 2,8            | 0,5   | 0,3      |
| Digis                   | 10.05.2009 |        | 40,1 | 25,0 | 9,5  | 8,2 | 6,0 | 3,5      | 3,0   | 3,0            | 1,0   | 0,7      |
| Istituto Demopolis      | 13.05.2009 |        | 40,0 | 25,5 | 10,5 | 7,5 | 6,0 | 3,2      | 2,8   | 3,5            | k. A. | 1,0      |
| Termometro Politico     | 14.05.2009 |        | 39,8 | 26,5 | 9,5  | 6,6 | 5,3 | 3,0      | 1,9   | 3,7            | 1,1   | k. A.    |
| Crespi Ricerche         | 11.05.2009 |        | 41,0 | 25,5 | 10,0 | 7,0 | 6,0 | 3,0      | 2,2   | 3,5            | 1,0   | 0,5      |
| Istituto Piepoli S.p.a. | 11.05.2009 |        | 41,0 | 29,5 | 8,5  | 7,0 | 5,5 | 3,0      | k. A. | k. A.          | k. A. | 5,5      |

## Ergebnis
| Listen                   | Listen                                      | Stimmen    | %    | Mandate |
| ------------------------ | ------------------------------------------- | ---------- | ---- | ------- |
|                          | Il Popolo della Libertà                     | 10.797.296 | 35,3 | 29      |
|                          | Partito Democratico                         | 7.999.476  | 26,1 | 21      |
|                          | Lega Nord                                   | 3.126.181  | 10,2 | 9       |
|                          | Italia dei Valori                           | 2.450.643  | 8,0  | 7       |
|                          | Unione di Centro                            | 1.995.021  | 6,5  | 5       |
|                          | Rifondazione Comunista – Comunisti Italiani | 1.037.862  | 3,4  | –       |
|                          | Sinistra e Libertà                          | 957.822    | 3,1  | –       |
|                          | Lista Pannella-Bonino                       | 743.284    | 2,4  | –       |
|                          | La Destra – MpA – Pensionati – ADC          | 681.290    | 2,2  | –       |
|                          | Fiamma Tricolore                            | 246.403    | 0,8  | –       |
|                          | Partito Comunista dei Lavoratori            | 166.531    | 0,5  | –       |
|                          | Forza Nuova                                 | 147.343    | 0,5  | –       |
|                          | Südtiroler Volkspartei                      | 143.509    | 0,5  | 1       |
|                          | Liberal Democratici – MAIE                  | 71.067     | 0,2  | –       |
|                          | Vallée d’Aoste (UV – FA – SA)               | 32.913     | 0,1  | –       |
|                          | Autonomie Liberté Démocratie                | 27.199     | 0,1  | –       |
| Gesamt                   | Gesamt                                      | 30.623.840 | 100  | 72      |
|                          |                                             |            |      |         |
| Ungültige Stimmen        | Ungültige Stimmen                           | 2.125.164  | 6,5  |         |
| Wähler                   | Wähler                                      | 32.749.004 | 65,1 |         |
| Wahlberechtigte          | Wahlberechtigte                             | 50.342.153 |      |         |
|                          |                                             |            |      |         |
| Quelle: Innenministerium |                                             |            |      |         |

## Fraktionen im Europäischen Parlament
| Partei                         | Partei                  | Mandate | Fraktion |
| ------------------------------ | ----------------------- | ------- | -------- |
|                                | Il Popolo della Libertà | 29 / 72 | EVP      |
|                                | Partito Democratico     | 21 / 72 | S&D      |
|                                | Lega Nord               | 9 / 72  | EFD      |
|                                | Italia dei Valori       | 7 / 72  | ALDE     |
|                                | Unione di Centro        | 5 / 72  | EVP      |
|                                | Südtiroler Volkspartei  | 1 / 72  | EVP      |
|                                |                         |         |          |
| Quelle: Europäisches Parlament |                         |         |          |